# 동부흙파는쥐속
동부흙파는쥐속 또는 동부주머니고퍼속(Geomys)는 흙파는쥐과에 속하는 설치류 속이다.

## 하위 종
| - 사막흙파는쥐 (G. arenarius) - 아트워터흙파는쥐 (G. attwateri) - 베어드흙파는쥐 (G. breviceps) - 평원흙파는쥐 (G. bursarius) - 녹스존스흙파는쥐 (G. knoxjonesi) | - 텍사스흙파는쥐 (G. personatus) - 남동부흙파는쥐 (G. pinetis) - 라노흙파는쥐 (G. texensis) - 열대흙파는쥐 (G. tropicalis) |